# Pierre Chanal
Pierre Chanal (* 18. November 1946 in Saint-Étienne; † 15. Oktober 2003 in Reims) war ein französischer Serienmörder und Vergewaltiger.

## Verbrechen
Pierre Chanal entführte, vergewaltigte und ermordete vermutlich acht junge Männer, die Verschwundenen von Mourmelon. Sein letztes getötetes Opfer war der 19-jährige Ire Trevor O’Keeffe, er fesselte und strangulierte ihn am 3. August 1987. Am 1. Oktober 1982 entführte und ermordete er Olivier Donner. Nach vier Vermisstenfällen in den Jahren 1981 und 1982 (Patrick Dubois, Serge Havet, Manuel Carvalho und Pascal Sergent; immer an einem Freitag an der RN 77 im Bereich des Truppenübungsplatzes Mourmelon) ohne Leichenfunde, wurden die sterblichen Überreste von Olivier Donner am 31. Oktober 1982 in einer flachen Grube an der RN 77 bei Mailly-le-Camp gefunden.
1988 kam ihm die Polizei auf die Spur, als er seinen grünen VW-Campingbus in der Nähe von Mâcon neben einer im Bau befindlichen TGV-Trasse abgestellt hatte. Zwei Gendarmen vermuteten Gegner des Bahnprojektes aus der Ökologiebewegung als Besitzer des Fahrzeuges und kontrollierten die Personalien von Chanal. Bei der Durchsuchung seines Wohnmobils fanden sie den gefesselten jungen Ungarn Palázs Falvay, von dem Chanal behauptete, dass er sein Liebhaber sei. Wegen der Aussage des 20-jährigen Trampers wurde Chanal jedoch verhaftet. Im Wohnwagen wurden unter anderem Haare, Spermaspuren, Männerslips, Vibratoren, Pornovideos und eine Plastikvagina sichergestellt.
1990 wurde Chanal zu 10 Jahren Haft verurteilt, jedoch schon nach 5 Jahren wegen guter Führung wieder entlassen. Die Hinterbliebenen bestanden darauf, dass der Fall erneut aufgenommen werden sollte. Da sich die DNA-Technik deutlich weiterentwickelt hatte, konnten Spuren von Sexualsekreten und Haaren den Opfern Patrick Gache und Patrice Denis zugeordnet werden. 2003 sollte eine Verhandlung stattfinden, der wegen eines Hungerstreiks im Krankenhaus liegende Chanal schnitt sich jedoch die Oberschenkelarterie auf und verblutete unbemerkt.
Pierre Chanal werden auch die Morde an Patrick Dubois, Serge Havet, Manuel Carvalho und Pascal Sergent angelastet.

## Weblink
- Serienkiller.de